# Seville (Australia)
Seville – miasto w Australii, w stanie Wiktoria.